# Lucky Fred
Lucky Fred és una sèrie de televisió d'animació creada per Myriam Ballesteros. És una coproducció entre Imira Entertainment, Televisió de Catalunya, RAI Fiction i Top Draw Animation, amb la col·laboració de Disney Channel Espanya. Va debutar a Disney Channel Espanya i Nickelodeon Llatinoamèrica l'1 de novembre de 2011. El programa estava adreçat a un públic d'entre 6 i 12 anys. S'ha doblat al català pel canal Super3.

## Sinopsi
En Fred és un nen de 13 anys que viu a la ciutat de Barcelona, que un dia va veure com un robot tenia un accident espacial. El robot, que es convertirà en qualsevol dispositiu electrònic que en Fred pugui imaginar, s'uneix a en Fred que el bateja com a Divendres. No obstant això, se suposa que el robot pertanyia a la veïna del costat d'en Fred, la Braianna, i ara en Fred ha d'ajudar a protegir el planeta amb la Braianna i el Divendres.

## Distribució i reconeixements
La sèrie es va distribuir a més de cent cinquanta països i territoris. Va guanyar la categoria a millor programa de televisió d'animació del jurat de nens al Festival Internacional de Cinema Infantil de Chicago de 2011. També va obtenir el premi a la millor sèrie europea d'animació a l'Euro Film Festival de 2011.